# Кубок Кар'яла 2007
Кубок Кар'яла 2007 — міжнародний хокейний турнір у Фінляндії в рамках Єврохокейтуру, проходив 8—11 листопада 2007 року у Гельсінкі та один матч у Єнчепінгу.

## Результати та таблиця
| 1. | Росія     | *** | 3:1 | 4:1 | 1:2 | 3 | 2 | 0 | 0 | 1 | 8:4  | 6 |
| 2. | Швеція    | 1:3 | *** | 4:2 | 1:0 | 3 | 2 | 0 | 0 | 1 | 6:5  | 6 |
| 3. | Чехія     | 1:4 | 2:4 | *** | 3:2 | 3 | 1 | 0 | 0 | 2 | 6:10 | 3 |
| 4. | Фінляндія | 2:1 | 0:1 | 2:3 | *** | 3 | 1 | 0 | 0 | 2 | 4:5  | 3 |

М — підсумкове місце, І — матчі, В — перемоги, ВО — перемога по булітах (овертаймі), ПО — поразка по булітах (овертаймі), П — поразки, Ш — закинуті та пропущені шайби, О — очки

## Найкращі гравці турніру
| Воротар  | Юссі Маркканен |
| Захисник | Кенні Єнссон   |
| Нападник | Олег Саприкін  |

## Команда усіх зірок
| Воротар  | Юссі Маркканен    |
| Захисник | Янне Нійнімаа     |
| Захисник | Андреас Голмквіст |
| Нападник | Тоні Койвісто     |
| Нападник | Ян Марек          |
| Нападник | Тоні Мартенссон   |